# 美山町立乾中学校
美山町立乾中学校（みやまちょうりつ　いぬいちゅうがっこう）は、かつて岐阜県山県郡美山町に存在した公立中学校。

## 概要
- 旧・武儀郡乾村の中学校であり、乾小学校、柿野小学校の児童が進学していた。1965年に西武芸中学校、富波中学校と統合し、美山南中学校の新設により廃校。
- 校舎は乾小学校に隣接していた。跡地は乾小学校の敷地の一部となり、2019年現在、山県市の施設（山県市乾運動場）の一部となっている。

## 沿革
- 1947年（昭和22年）4月1日 - 武儀郡乾村に、乾村立乾中学校が開校。校舎は乾小学校の一部を使用。
- 1948年（昭和23年）11月3日 - 乾小学校の隣接地に校舎を新築。
- 1951年（昭和26年）7月24日 - 校舎を増築する。
- 1952年（昭和27年）5月3日 - 乾中学校柿野洞冬季分校を設置する。
- 1955年（昭和30年）4月1日 - 山県郡西武芸村、富波村、谷合村、葛原村、北山村、北武芸村および武儀郡乾村と合併し美山村が発足。同時に美山村立乾中学校に改称する。
- 1964年（昭和39年）4月1日 - 美山村が町制施行にともない美山町となる。同時に美山町立乾中学校に改称する。
- 1966年（昭和41年）3月31日 - 西武芸中学校、富波中学校と統合し、美山南中学校の新設により廃校。

## 柿野洞冬季分校
- 現在の岐阜県山県市柿野の北部（西洞地区）に存在した乾中学校の冬季分校。美山町立柿野小学校西洞分校に併設され、12月から翌年3月まで設置されていた。
- この地域は豪雪地帯であり、冬季は乾中学校への通学が困難であった。地域の要望もあり、1952年5月3日に乾村立乾中学校柿野洞冬季分校として開校。1964年に7つの村が合併し美山村が発足したことにより美山村立乾中学校柿野洞冬季分校に改称する。1964年に美山村が町制施行したことにより美山町立乾中学校柿野洞冬季分校に改称する。
- 1966年3月31日、西武芸中学校、富波中学校、乾中学校、乾中学校柿野洞冬季分校が統合され、美山南中学校の新設により廃校。その後、校区の西洞地区は集団移住により1970年に全住民が離村している。